# Marcelino Gonfaus
Marcelino Gonfaus y Casadesús surnommé Marsal (1814 - 1855), est un militaire espagnol du XIXe siècle. Colonel dans la cavalerie, il a servi les prétendants carlistes lors de la première et deuxième guerre carliste.

## Biographie

### Première et deuxième guerre carliste
Né le 14 juin 1814 à Prats de Llusanés, Marcelino Gonfaus est tisserand de métier. En 1834, à l'âge de 20 ans, il entre dans les rangs carlistes lors de la première guerre carliste. Après 6 ans de combats, et avec le grade de lieutenant-colonel, il est forcé d'émigrer en France à cause de la défaite carliste. 
Finalement, il retourne dans son pays en 1847, lors du début de la seconde guerre carliste. Il réunit rapidement près de 300 volontaires sous ses ordres, et est nommé colonel. Dès les premiers temps de la guerre, il s'empare de Arenys de Mar et de Sant Feliu de Guíxols, participe à la bataille de Mura, et combat à Besalú et à Bascara. Très actif, il intervient ensuite à Aiguaviva et à Banyoles. Il vainc le général espagnol Manuel Gutiérrez de la Concha à Fornells, puis s'illustre lors de la victoire d'Avinyo en lançant une remarquable charge de cavalerie. 
Le 1er janvier 1849, lorsque le chef des armées carlistes Ramon Cabrera réorganise ses troupes, il lui confie le commandement du régiment de lanciers de Catalogne, ainsi que celui de la 4e division carliste, dont fait alors partie le commandant Francisco Savalls (es). Il se montre très brillant, démontrant de belles qualités de commandement et de maîtrise de la cavalerie. Néanmoins, le 6 avril 1849, il est capturé par le général Hore, après avoir été poursuivi, lui et ses hommes, par six généraux espagnols, dont Rafael Echagüe (es). Il est enfermé à Gérone, où, jugé par le conseil de guerre, il est condamné à mort. Néanmoins, le jour de l'exécution, alors même que celle-ci avait commencé et que le capitaine Romero avait déjà été fusillé, il est sauvé par une lettre de pardon de la reine Isabelle II. Celle-ci avait été réclamée par le colonel Oráa, pourtant ennemi de Gonfaus, car ce dernier l'avait épargné quelques mois plus tôt. Il est alors emprisonné à Barcelone, puis amnistié à la fin de la guerre. Il retourne alors en France.

### Soulèvement carliste de 1855 et mort
Lors du Soulèvement carliste de 1855 (es), Marcelino Gonfaus revient en Espagne le 2 juillet 1855. Il se fait nommer commandant général des carlistes en Catalogne. Il parvient à conserver ses positions durant quatre mois, malgré un isolement total. Néanmoins, il est blessé et fait prisonnier à Orrios en novembre 1855. Emmené à Gérone, aucune lettre ne vient le sauver, lorsqu'il est fusillé le 8 novembre.
Sa veuve, María Soler y Martí, est titrée de comtesse de Marsal en 1876 par Charles de Bourbon, en reconnaissance du soutien de son mari.

## Source
- (es) Cet article est partiellement ou en totalité issu de l’article de Wikipédia en espagnol intitulé « Marcelino Gonfaus » (voir la liste des auteurs).